# Lena Hellström (sångare)
Lena Maria Hellström. född Danielsson 23 januari 1941 i Ljuders församling, Kronobergs län, död 1 december 2003 i Uppsala, var en svensk andlig sångerska och gift med biskop Jan Arvid Hellström. Tillsammans hade de tre barn, Johan Hellström (född 1966), Thomas Hellström (född 1967) och Anna Hellström (född 1970). Hon var dotter till väckelsepredikanten, domkyrkokomminister G.K. Danielsson och Agnes Roosberg samt syster till Eva Block, som bland annat var verksam vid radion, och sångerskan Kristina Stobaeus.
Lena Hellström spelade från 1960-talet till sin död in en rad skivor med andliga visor. Särskilt kända är sånger som "Vid Gennesaret en morgon" och "Jag skall gå genom tysta skyar" från skivorna Du är med mig respektive Vandra i vita nätter.
Lena Hellström framträdde i många större sammanhang, men oftast som turnerande artist tillsammans med maken och de tre barnen. Hon och hennes man tolkade även Dan Anderssons visor och de samarbetade med och sjöng sånger/visor av tonsättaren och musikprofessorn Göte Strandsjö. Lena Hellström medverkade utöver alla offentliga framträdanden i ett stort antal tv-program samt i radio. Vid sidan av musiken arbetade Hellström som sjuksköterska och, under makens tid som biskop i Växjö stift, som värdinna på Östrabo biskopsgård.

## Diskografi i urval
- Vägen till liv (Kyrkoton)
- Han gav oss sin order (Kyrkoton)
- Vid Gennesaret (Kyrkoton)
- Hjälp oss att hjälpa (Erene)
- Till en idyll (Aksent 1972)
- På maskerad (Aksent 1972)
- Du är med mig, (Aksent 1975)
- Längtan (Vison 1977)
- Vuxna är också barn, Anna, Thomas, Johan, Lena Hellström, Johan, Pär Göran, Karin, Ingrid, Agneta och Nils Wallnäs (Vision 1978)
- Vandra i vita nätter (Vision 1981)
- Hjälp oss att hjälpa (Erene 1988)